# Orga (Cypr)
Orga (gr. Οργα, tur. Kayalar) – wieś na Cyprze, w dystrykcie Kirenia. Obecnie znajduje się w granicach Cypru Północnego.